# Ceylon i olympiska sommarspelen 1948
Ceylon (nuvarande Sri Lanka) deltog med sju deltagare vid de olympiska sommarspelen 1948 i London. Totalt vann de en silvermedalj.

## Medalj

### Silver
- Duncan White - Friidrott, 400 meter häck .